# Mikronezja (wyspy)

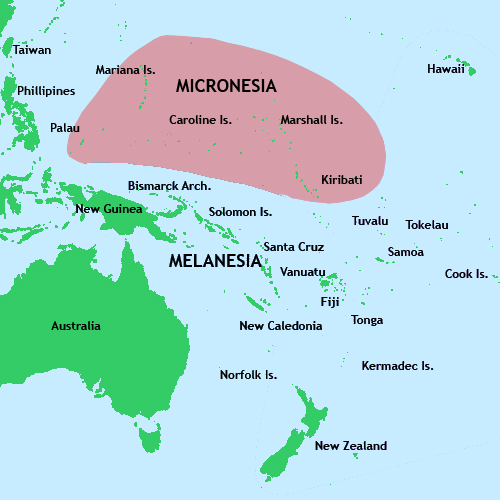
Mikronezja zaznaczona czerwonym kolorem

Mikronezja (z  μικρός mikros „mały” + νῆσος nesos „wyspa”) – region w środkowej część Oceanii, na Oceanie Spokojnym. Łączna powierzchnia blisko 1500 wysp wynosi zaledwie 2677 km². Wyspy Mikronezji to głównie małe wyspy koralowe i atole. Zamieszkuje je około 450 tys. osób, z czego większość to tubylcy Mikronezyjczycy, posługujący się językami mikronezyjskimi.
Na wyspach uprawia się: palmę kokosową, trzcinę cukrową, drzewa cytrusowe, chlebowce, pataty, pomidory, ryż.

## Wyspy Mikronezji
| Grupa wysp      | Powierzchnia w km² | Ludność w tys. | Główne miasto          |
| --------------- | ------------------ | -------------- | ---------------------- |
| Mariany         | 1024               | 188            | Chalan Kanoa i Hagåtña |
| Karoliny        | 1187               | 130            | Koror i Palikir        |
| Wyspy Marshalla | 181                | 52             | Majuro                 |
| Wyspy Gilberta  | 264                | 73             | Bairiki                |
| Banaba (Ocean)  | 5                  | 0,2            | Umwa                   |
| Nauru           | 21                 | 10             | Yaren                  |
| Mikronezja      | 2677               | 453            |                        |

1. ↑  główne miasto: stolica, ośrodek administracyjny, względnie największe miasto;
jeżeli wyspy podzielone są na więcej jednostek politycznych podane są oba ośrodki administracyjne

## Podział polityczny
Podział polityczny Mikronezji:
- niezależne państwa: Sfederowane Stany Mikronezji, Kiribati (część zachodnia), Nauru, Palau, Wyspy Marshalla
- terytoria amerykańskie: Guam, Mariany Północne.